# Coprinopsis semitalis
Coprinopsis semitalis är en svampart som först beskrevs av Peter D. Orton, och fick sitt nu gällande namn av Redhead, Vilgalys & Moncalvo 2001. Coprinopsis semitalis ingår i släktet Coprinopsis och familjen Psathyrellaceae.  Arten är reproducerande i Sverige. Inga underarter finns listade i Catalogue of Life.